# Ulrich Klaes
Ulrich Klaes, född den 1 februari 1946 i Essen, Tyskland, är en västtysk landhockeyspelare.
Han tog OS-guld i herrarnas landhockeyturnering i samband med de olympiska sommarspelen 1972 i München.